# Ganache
Pour les articles homonymes, voir Ganache (homonymie).

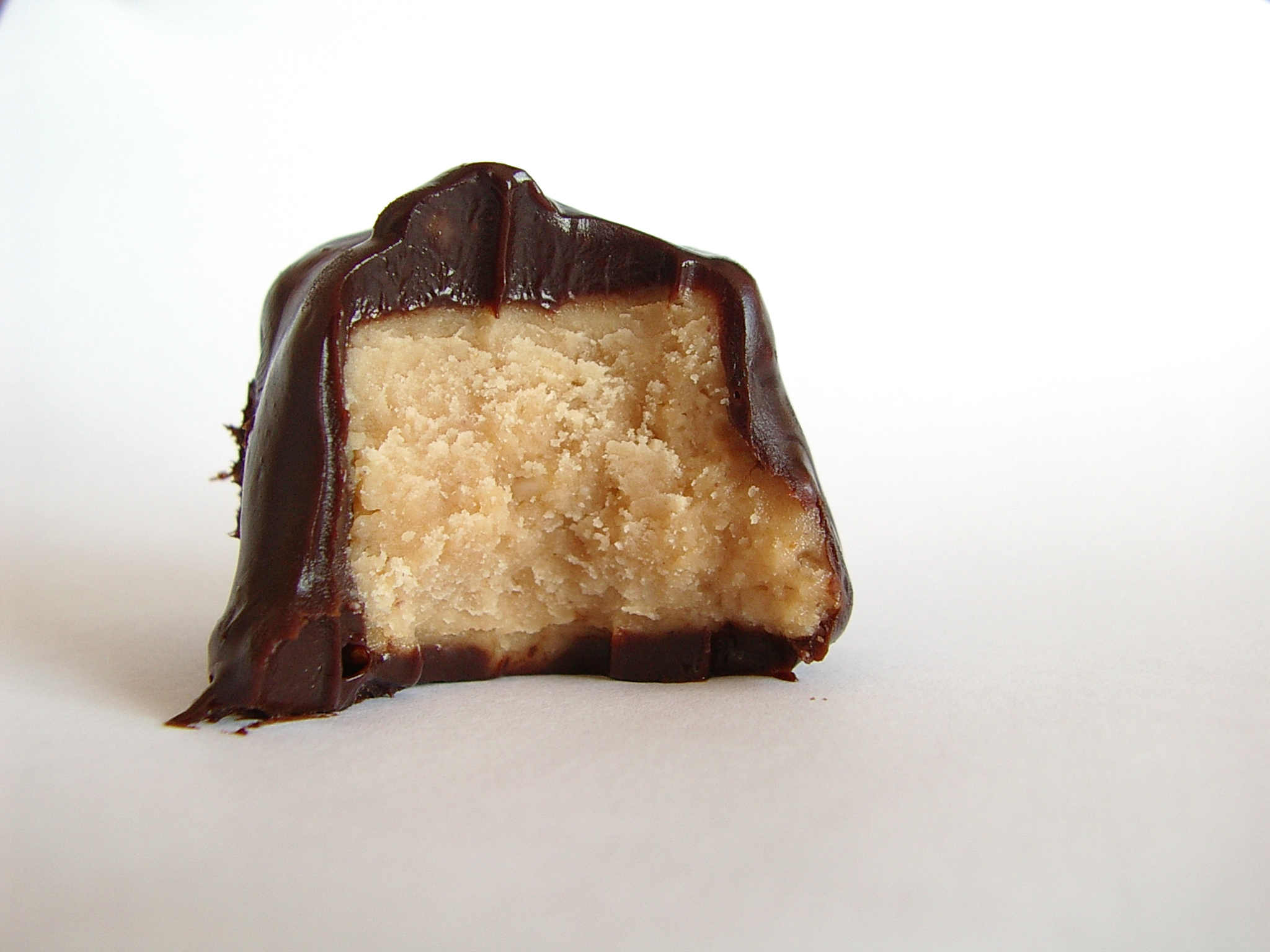
Une bouchée recouverte de ganache.

La ganache, ou crème ganache, est une préparation de chocolat et de crème fraîche, utilisée en pâtisserie.

## Historique
En 1860, l'auteur dramatique Paul Siraudin ouvre une confiserie au 17 rue de la Paix à Paris, rapidement reprise par un confiseur alsacien du nom de Louis Reinhard,,,. Selon plusieurs sources largement postérieures,, la ganache tirerait son nom d'une erreur de manipulation d'un des apprentis chocolatiers : ayant versé par erreur de la crème bouillante sur du chocolat, il se serait fait traiter de ganache (abruti) par son maître. Le mélange, loin d'être inutilisable, aurait pris le surnom de son inventeur, « ganache ». Toutefois, l'événement n'est pas daté avec précision et aucune source contemporaine des faits ne les confirme.
Il est à noter qu'en décembre 1862,, la maison Siraudin commercialise des bonbons qu'elle baptise « ganaches de marrons parfumés », ou simplement « ganaches », des marrons parfumés au marasquin, à l'orange, au rhum et au kirsch. Créés en référence à Victorien Sardou et à sa comédie de l'année Les Ganaches, ils rencontrent un franc succès. En janvier 1863 est jouée au théâtre du Vaudeville une pièce de Paul Siraudin intitulée Les Bonbons ganaches, ou les Étrennes de 1863,. En 1865, on trouve mention de bonbons ganaches à la crème et au café, peut-être une nouvelle création de la maison Siraudin en 1864.
Il existe d'autres correspondances entre les confiseries de Siraudin et les pièces de Victorien Sardou : en 1861, des bonbons appelés « Intimes » reprennent le titre de la comédie Nos intimes, tandis que les « Diables noirs » font écho à la pièce du même nom. En 1864, un journaliste écrit : « [Siraudin] a innové les bonbons sous des appellations que la critique a consacrées. Nous avons mangé, grâce à lui, les Ganaches, les Diables noirs, les Intimes.
Tout Victorien Sardou a passé par les mains du confiseur. »

## Préparation
Dans sa forme la plus simple, la ganache est un mélange de crème (ou parfois de lait ou de beurre, voire d'un mélange des trois) et de chocolat, généralement en quantités à peu près égales. Elle s'obtient en versant le liquide bouilli sur le chocolat, tout en remuant délicatement avec de petites oscillations concentriques.
En refroidissant, la masse prend une texture épaisse, voire solide. La recette varie selon l'usage : plus il y a de chocolat par rapport à la crème, plus la ganache est solide. Ainsi, on n'utilise pas les mêmes proportions pour glacer un opéra que pour fourrer un bonbon.

## Utilisation
À l'état liquide, la ganache peut être utilisée comme glaçage, comme garniture (tarte au chocolat), ou faire office de sauce (fondue au chocolat).
À l'état solide, elle sert à fourrer des gâteaux (opéra, macarons), confectionner des recettes sucrées (truffes, gianduja...), décorer des pâtisseries (cupcakes).

## Variantes

### Namelaka
Plus crémeuse que la ganache, la Namelaka contient, outre la crème, du lait et de la gélatine.